# 元興 (定安)
元興（げんこう）は、定安国で烏玄明が使用した元号。976年 - ?年。